# Zmajevi zubi
Tijekom Drugog svjetskog rata termin "zmajevi zubi" označavali su pravilne piramidalne fortifikacije korištene za sprječavanje napredovanja mehaniziranih vojski. Koristili su se u velikoj mjeri, posebice na Siegfriedovoj liniji.

## Drugi svjetski rat
Zmajevi zubi (njem. Drachenzähne, "grbe") bili su kvadratne piramidalne fortifikacije pojačanog betona korištene tijekom Drugog svjetskog rata radi sprječavanja prolaska tenkova. Ideja je bila usporiti i užlijebiti tenkove u "ubojite zone" gdje su mogli biti lako dostupni protutenkovskom naoružanju. U praksi su vozila imala borbene inženjere zadužene za stručno raščišćavanje koji su relativno brzo uklanjali zapreke, tako da se ova vrsta prepreke nije pokazala kako su drugi očekivali.
Opširno su ih koristile sve strane na europskom bojištu. Nijemci su ih obilno koristili na Siegfriedovoj liniji i Atlantskom bedemu. Svaki je "zub" bio 90 cm do 120 cm visok ovisno o modelu. Podzemne mine često su se postavljale između pojedinih "zuba", a dodatne su zapreke postavljane duž linije "zuba" (poput bodljikave žice radi usporavanja pješaštva, ili dijagonalno postavljenih čeličnih nosača za još jače ometanje tenkova). Francuzi su ih koristili na Maginotovoj liniji, dok su mnogi postavljeni u Ujedinjenom Kraljevstvu između 1940. – 1941. kao dio podrške pojačavanja zemljine obrane protiv moguće njemačke invazije.
"Iza minskih polja nalazili su se zmajevi zubi. Oni su počivali na betonskom zastoru širokome između deset i trideset metara, utisnutih metar ili dva u zemlju (radi sprječavanja bilo kakvog prodora ispod njih i postavljanja eksplozivnih naboja). Na vrhu zastora nalazili su se sami zubi, krnje piramide pojačanog betona oko metar visine u prednjem redu, do dva metra visoke u posljednjem redu. Bili su poredani u cik-cak liniji i postavljeni na takav način da tenk nije mogao proći kroz njih. Među zubima razasute su podzemne mine, bodljikava žica i bunkeri koji su bili praktički neprobojni za topništvo i postavljeni na takav način da pruže Nijemcima unakrsnu vatru duž cijelog fronta. Jedini način zauzimanja ovih bunkera bio je za pješaštvo da dođu bunkerima s leđa te ih zatim napadnu. Ali iza prvog reda bunkera i zmajevih zubi bio je drugi red, a često i treći, a ponekad i četvrti." - Stephen Ambrose, Victors, str. 256
Zbog velikog broja postavljenih zuba i njihove izdržljive konstrukcije, mnogo tisuća zmajevih zuba može se vidjeti i danas, posebice na ostacima Siegfriedove i Maginotove linije.

### Razdoblje nakon Drugog svjetskog rata
Švicarska nastavlja održavati linije zmajevih zuba u određenim strateškim područjima, te posjeduje ceste opremljene zubima, koji su spremni da 'izniknu', i kompletne obrambene linije koje se prostiru pored samih cesta. U vojnom žargonu ove konstrukcije se ponekad nazivaju 'Toblerone linijama' prema obliku popularne čokolade.
Termin je preživio do današnjeg dana te se i danas koristi za opisivanje bilo kakve linije kolaca i klinova postavljenih u zemlju da uspore napredovanje vozila, primjerice u ruralnim parkirališnim područjima ili duž cesta. Bitva je drugi termin za takve klinove,
Neke zemlje poput onih koje su nastale raspadom Jugoslavije imaju pokretne zube postavljene uz ceste na strateškim položajima koje treba samo podići i postaviti na cestu.

## Vanjske poveznice
- The Toblerone trail  Arhivirana inačica izvorne stranice od 7. siječnja 2008. (Wayback Machine)
- Dragon's Teeth in Horsham, West Sussex  Arhivirana inačica izvorne stranice od 7. veljače 2007. (Wayback Machine)